# Носач авиона Џералд Р. Форд (CVN-78)
Носач авиона Џералд Р. Форд (CVN-78) (engl. USS Gerald R. Ford (CVN-78)) је предложени амерички носач авиона на нуклеарни погон који је тренутно у изградњи. Џералд Р. Форд ће бити први носач авиона у својој класи, а планирано је да замијени Ентерпрајз, једини активни носач авиона у Америчкој морнарици који није класе Нимиц. Следећи носачи авиона из класе Џералд Р. Форд ће, по плану, полако замјењивати носаче из Нимиц класе. Тренутно је, поред Џералда Р. Форда, у плану изградња још два носача авиона из ове класе, за сада позната као CVN-79 и CVN-80. Брод је, као и цијела класа, добио име по 38. предсједнику Сједињених Америчких Држава Џералду Форду који је, између осталог, током Другог свјетског рата служио и на носачу авиона Монтереј.
Кобилица је постављена 13. новембра 2009, а планирано је да се брод придружи Америчкој морнарици 2015, када ће замијенити Ентерпрајз, који ће тада бити у активној служби преко 50 година.